# Baltische Fußballmeisterschaft 1929/30
Die baltische Fußballmeisterschaft 1929/30 des Baltischen Sport-Verbandes gewann der VfB Königsberg im Endrundenturnier mit vier Punkten Vorsprung vor den Stettiner Mannschaften Titania und VfB. Dies war der elfte und letzte Gewinn der baltischen Fußballmeisterschaft für die Königsberger, die sich dadurch für die deutsche Fußballmeisterschaft 1929/30 qualifizierten. Dort schieden die Königsberger nach einer deutlichen 1:8-Niederlage gegen den Dresdner SC bereits im Achtelfinale aus. Titania Stettin war als baltischer Vizemeister ebenfalls für die deutsche Fußballmeisterschaft qualifiziert, aber auch die Stettiner schieden bereits im Achtelfinale aus. In Stettin verlor Titania gegen die SpVgg Sülz 07 mit 2:4.

## Modus und Übersicht
Der Spielbetrieb fand erneut zuerst in den drei Bezirken Ostpreußen, Grenzmark und Pommern statt. Der Kreis Stolp wechselte aus dem Bezirk Pommern in den neu gegründeten Bezirk Grenzmark, der zudem das bisherige, als Westpreußen bezeichnete Gebiet und Danzig abdeckte. Die Bezirksmeister und die Vizemeister der drei Bezirke qualifizierten sich für die Endrunde um die baltische Fußballmeisterschaft. Nach dieser Saison wechselten aus dem Bezirk Pommern die Kreis Stettin, Gollnow und Vorpommern-Rügen zum Verband Brandenburgischer Ballspielvereine, die beiden restlichen Kreise (Schneidemühl und Köslin) wurden fortan dem Bezirk Grenzmark zugeordnet.
| Bezirk     | Bezirksmeister          | Bezirksvizemeister |
| ---------- | ----------------------- | ------------------ |
| Ostpreußen | VfB Königsberg          | SpVgg Memel        |
| Grenzmark  | SV Schutzpolizei Danzig | SV Viktoria Stolp  |
| Pommern    | Stettiner FC Titania    | VfB Stettin        |

## Bezirk I Ostpreußen
In Ostpreußen gab es erneut eine eingleisige oberste Liga. Zur kommenden Spielzeit wurde die oberste Spielklasse in diesem Bezirk auf drei Ligen ausgeweitet.
| Pl. | Verein                        | Sp. | S | U | N  | Tore    | Quote | Punkte |
| --- | ----------------------------- | --- | - | - | -- | ------- | ----- | ------ |
| 1.  | VfB Königsberg (BM) (M)       | 10  | 7 | 1 | 2  | 041:100 | 4,10  | 15:50  |
| 2.  | SpVgg Memel                   | 10  | 6 | 3 | 1  | 036:130 | 2,77  | 15:50  |
| 3.  | SV Prussia-Samland Königsberg | 10  | 6 | 0 | 4  | 024:170 | 1,41  | 12:80  |
| 4.  | SV Insterburg                 | 10  | 4 | 3 | 3  | 026:260 | 1,00  | 11:90  |
| 5.  | SV Hindenburg Allenstein (N)  | 10  | 3 | 1 | 6  | 027:380 | 0,71  | 07:13  |
| 6.  | SV Viktoria Allenstein        | 10  | 0 | 0 | 10 | 009:590 | 0,15  | 0:20   |

| (BM) | baltischer Titelverteidiger        |
| (M)  | Titelverteidiger Bezirk Ostpreußen |
| (N)  | Aufsteiger                         |

Entscheidungsspiele Platz 1:
Da beide Vereine am Ende Punktgleich waren, waren Entscheidungsspiele um die ostpreußische Fußballmeisterschaft vonnöten. Das Hinspiel fand am 24. November 1929 in Königsberg, das Rückspiel am 8. Dezember 1929 in Memel statt. Da beide Vereine jeweils ein Spiel gewinnen konnten und eine Addition der Ergebnisse nicht vorgesehen war, gab es am 15. Dezember 1929 ein Entscheidungsspiel in Insterburg.
|                | Gesamt |             | Hinspiel | Rückspiel | 3. Spiel |
| -------------- | ------ | ----------- | -------- | --------- | -------- |
| VfB Königsberg | 9:6    | SpVgg Memel | 4:3      | 2:3       | 3:0      |

## Bezirk II Grenzmark
Der Bezirk Grenzmark wurde zu dieser Spielzeit aus dem bisherigen Bezirk Danzig gegründet. Zu dem bestehenden Kreis Danzig  kamen die Kreis Westpreußen und Stolp hinzu. In dieser Spielzeit versuchte der Verband durch Einführung einer obersten Bezirksliga die Spielstärke zu erhöhen und die witterungsbedingten Spielausfälle so gering wie möglich zu halten. Für die oberste Liga qualifizierten sich die Sieger der drei Kreisligen, sowie der Vizemeister Danzigs. Zur kommenden Spielzeit fand in dem Bezirk dann, bedingt durch das weitere Hinzukommen von Kreisen aus dem Bezirk Pommern, eine klassische Endrunde statt.

### Kreis I Stolp
Im Kreis Stolp gab es eine Herbst- und eine Frühjahrsrunde. Da die Herbstrunde ausschlaggebend für die Qualifikation zur Bezirksliga war, ist nur diese hier dargestellt. Die Frühjahrsrunde gewann ebenfalls Viktoria Stolp.
| Pl. | Verein               | Sp. | S | U | N | Tore    | Quote | Punkte |
| --- | -------------------- | --- | - | - | - | ------- | ----- | ------ |
| 1.  | SV Viktoria Stolp    | 4   | 4 | 0 | 0 | 027:200 | 13,50 | 08:0   |
| 2.  | SV Germania Stolp    | 3   | 2 | 0 | 1 | 009:100 | 0,90  | 04:20  |
| 3.  | SV Fortuna Stolp (N) | 4   | 2 | 0 | 2 | 009:150 | 0,60  | 04:40  |
| 4.  | SV Sturm Lauenburg   | 2   | 0 | 0 | 2 | 002:900 | 0,22  | 0:40   |
| 5.  | FC Pfeil Lauenburg   | 3   | 0 | 0 | 3 | 001:120 | 0,08  | 0:60   |

| (N) | Aufsteiger |

### Kreis II Danzig
| Pl. | Verein                  | Sp. | S | U | N | Tore    | Quote | Punkte |
| --- | ----------------------- | --- | - | - | - | ------- | ----- | ------ |
| 1.  | BuEV Danzig             | 5   | 4 | 1 | 0 | 018:600 | 3,00  | 09:10  |
| 2.  | SV Schutzpolizei Danzig | 5   | 3 | 1 | 1 | 014:600 | 2,33  | 07:30  |
| 3.  | SV Neufahrwasser (M)    | 5   | 2 | 1 | 2 | 005:400 | 1,25  | 05:50  |
| 4.  | KS Gedania Danzig (N)   | 5   | 1 | 2 | 2 | 005:400 | 1,25  | 04:60  |
| 5.  | RSV Hansa Danzig        | 5   | 1 | 1 | 3 | 005:160 | 0,31  | 03:70  |
| 6.  | Danziger SC             | 5   | 1 | 0 | 4 | 008:190 | 0,42  | 02:80  |

| (M) | Titelverteidiger Bezirk Westpreußen |
| (N) | Aufsteiger                          |

### Kreis III Westpreußen
Die Kreisliga Westpreußen wurde in zwei Abteilungen ausgespielt, die jeweils Erst- und Zweitplatzierten trafen in einer Endrunde aufeinander.

#### Abteilung A
| Pl. | Verein             | Sp. | S | U | N | Tore    | Quote | Punkte |
| --- | ------------------ | --- | - | - | - | ------- | ----- | ------ |
| 1.  | SV Viktoria Elbing | 5   | 5 | 0 | 0 | 027:300 | 9,00  | 10:0   |
| 2.  | Elbinger SV        | 5   | 4 | 0 | 1 | 010:500 | 2,00  | 08:20  |
| 3.  | SV Marienwerder    | 5   | 1 | 0 | 4 | 005:120 | 0,42  | 02:80  |
| 4.  | Marienburger SV 05 | 5   | 0 | 0 | 5 | 007:290 | 0,24  | 0:10   |

#### Abteilung B
| Pl. | Verein                    | Sp. | S | U | N | Tore    | Quote | Punkte |
| --- | ------------------------- | --- | - | - | - | ------- | ----- | ------ |
| 1.  | VfR Hansa Elbing          | 5   | 4 | 0 | 1 | 028:110 | 2,55  | 08:20  |
| 2.  | PSV Elbing                | 5   | 4 | 0 | 1 | 017:120 | 1,42  | 08:20  |
| 3.  | VfB Deutsch Eylau         | 4   | 0 | 1 | 3 | 010:140 | 0,71  | 01:70  |
| 4.  | SV Hochmeister Marienburg | 4   | 0 | 1 | 3 | 007:250 | 0,28  | 01:70  |

#### Endrunde Westpreußen
| Pl. | Verein             | Sp. | S | U | N | Tore    | Quote | Punkte |
| --- | ------------------ | --- | - | - | - | ------- | ----- | ------ |
| 1.  | Elbinger SV        | 6   | 5 | 1 | 0 | 015:700 | 2,14  | 11:10  |
| 2.  | VfR Hansa Elbing   | 6   | 3 | 1 | 2 | 012:140 | 0,86  | 07:50  |
| 3.  | SV Viktoria Elbing | 6   | 2 | 0 | 4 | 011:130 | 0,85  | 04:80  |
| 4.  | PSV Elbing         | 6   | 1 | 0 | 5 | 007:110 | 0,64  | 02:10  |

### Bezirksliga Grenzmark
| Pl. | Verein                                                | Sp. | S | U | N | Tore    | Quote | Punkte |
| --- | ----------------------------------------------------- | --- | - | - | - | ------- | ----- | ------ |
| 1.  | SV Schutzpolizei Danzig (Vizemeister Kreis II Danzig) | 6   | 5 | 0 | 1 | 016:800 | 2,00  | 10:20  |
| 2.  | SV Viktoria Stolp (Sieger Kreis I Stolp)              | 6   | 4 | 1 | 1 | 028:140 | 2,00  | 09:30  |
| 3.  | BuEV Danzig (Sieger Kreis II Danzig)                  | 6   | 1 | 1 | 4 | 012:150 | 0,80  | 03:90  |
| 4.  | Elbinger SV (Sieger Kreis III Westpreußen)            | 6   | 1 | 0 | 5 | 006:250 | 0,24  | 02:10  |

## Bezirk III Pommern
Der Bezirk Pommern war in fünf Kreise unterteilt, wobei der Kreis Stettin nochmals in zwei Abteilungen unterteilt wurde.
Die Meister der einzelnen Bezirke qualifizierten sich für die pommersche Endrunde. Aus dem Bezirk Stettin qualifizierten sich der Erst- und Zweitplatzierte beider Gruppen für die pommersche Endrunde.

### Kreis I Köslin
| Pl. | Verein                   | Sp. | S | U | N | Tore    | Quote | Punkte |
| --- | ------------------------ | --- | - | - | - | ------- | ----- | ------ |
| 1.  | SV Preußen Köslin        | 8   | 6 | 1 | 1 | 027:160 | 1,69  | 13:30  |
| 2.  | MSV Hubertus Kolberg (N) | 8   | 6 | 0 | 2 | 034:120 | 2,83  | 12:40  |
| 3.  | SV 1910 Kolberg          | 8   | 3 | 1 | 4 | 022:240 | 0,92  | 07:90  |
| 4.  | SV Viktoria Kolberg      | 8   | 3 | 0 | 5 | 019:330 | 0,58  | 06:10  |
| 5.  | Kösliner SV Phönix       | 8   | 1 | 0 | 7 | 008:250 | 0,32  | 02:14  |

| (N) | Aufsteiger |

Relegationsspiel:
| Datum                    |                    | Gesamt |                | Hinspiel | Rückspiel |
| ------------------------ | ------------------ | ------ | -------------- | -------- | --------- |
| 23. Februar/9. März 1930 | Kösliner SV Phönix | 3:8    | SV Schivelbein | 1:6      | 2:2       |

### Kreis II Stettin
Die Kreisliga Stettin wurde in dieser Spielzeit auf zwei Abteilungen erweitert.

#### Abteilung A
| Pl. | Verein                   | Sp. | S | U | N | Tore    | Quote | Punkte |
| --- | ------------------------ | --- | - | - | - | ------- | ----- | ------ |
| 1.  | VfB Stettin (M)          | 8   | 6 | 1 | 1 | 021:800 | 2,63  | 13:30  |
| 2.  | SC Viktoria Stargard (N) | 8   | 6 | 0 | 2 | 016:800 | 2,00  | 12:40  |
| 3.  | SC Preußen Stettin       | 8   | 5 | 0 | 3 | 016:110 | 1,45  | 10:60  |
| 4.  | SC Blücher Stettin       | 8   | 1 | 1 | 6 | 009:240 | 0,38  | 03:13  |
| 5.  | MSV Greif Stettin (N)    | 8   | 1 | 0 | 7 | 008:190 | 0,42  | 02:14  |

| (M) | Titelverteidiger Bezirk Pommern |
| (N) | Aufsteiger                      |

#### Abteilung B
| Pl. | Verein                    | Sp. | S | U | N | Tore    | Quote | Punkte |
| --- | ------------------------- | --- | - | - | - | ------- | ----- | ------ |
| 1.  | Stettiner FC Titania a    | 8   | 6 | 1 | 1 | 036:700 | 5,14  | 13:30  |
| 2.  | SC Comet Stettin a (N)    | 8   | 6 | 1 | 1 | 030:120 | 2,50  | 13:30  |
| 3.  | Stettiner SC              | 8   | 4 | 0 | 4 | 020:210 | 0,95  | 08:80  |
| 4.  | SC Stettiner Rasenfreunde | 8   | 2 | 0 | 6 | 008:320 | 0,25  | 04:12  |
| 5.  | Stargarder SC 1910        | 8   | 1 | 0 | 7 | 014:360 | 0,39  | 02:14  |

| (N) | Aufsteiger |

#### Endrunde Stettin
| Pl. | Verein               | Sp. | S | U | N | Tore    | Quote | Punkte |
| --- | -------------------- | --- | - | - | - | ------- | ----- | ------ |
| 1.  | Stettiner FC Titania | 6   | 5 | 1 | 0 | 036:400 | 9,00  | 11:10  |
| 2.  | VfB Stettin          | 6   | 3 | 1 | 2 | 011:900 | 1,22  | 07:50  |
| 3.  | SC Comet Stettin     | 6   | 3 | 0 | 3 | 019:230 | 0,83  | 06:60  |
| 4.  | SC Viktoria Stargard | 6   | 0 | 0 | 6 | 000:300 | 0,00  | 0:12   |

### Kreis III Schneidemühl
| Pl. | Verein                            | Sp. | S  | U | N  | Tore    | Quote | Punkte |
| --- | --------------------------------- | --- | -- | - | -- | ------- | ----- | ------ |
| 1.  | SV Graf Schwerin Deutsch Krone    | 14  | 11 | 2 | 1  | 042:160 | 2,63  | 24:40  |
| 2.  | FC Viktoria Schneidemühl          | 14  | 10 | 3 | 1  | 053:170 | 3,12  | 23:50  |
| 3.  | FC Germania 1915 Schneidemühl (N) | 14  | 7  | 0 | 7  | 028:410 | 0,68  | 14:14  |
| 4.  | SC Germania Neustettin            | 14  | 5  | 3 | 6  | 040:280 | 1,43  | 13:15  |
| 5.  | SC Erika Schneidemühl             | 14  | 5  | 2 | 7  | 025:290 | 0,86  | 12:16  |
| 6.  | PSV Schneidemühl                  | 14  | 5  | 1 | 8  | 021:470 | 0,45  | 11:17  |
| 7.  | SV Deutsch Krone                  | 14  | 3  | 3 | 8  | 015:260 | 0,58  | 09:19  |
| 8.  | SV Hertha Schneidemühl            | 14  | 3  | 0 | 11 | 018:380 | 0,47  | 06:22  |

| (N) | Aufsteiger |

### Kreis IV Gollnow
| Pl. | Verein                   | Sp. | S | U | N | Tore    | Quote | Punkte |
| --- | ------------------------ | --- | - | - | - | ------- | ----- | ------ |
| 1.  | PSV Treptow (N)          | 10  | 8 | 1 | 1 | 028:120 | 2,33  | 17:30  |
| 2.  | SV Mackensen Greifenberg | 11  | 7 | 1 | 3 | 037:250 | 1,48  | 15:70  |
| 3.  | Naugarder SC 1910        | 10  | 8 | 0 | 2 | 039:190 | 2,05  | 16:40  |
| 4.  | SC Blücher Gollnow       | 12  | 5 | 0 | 7 | 020:160 | 1,25  | 10:14  |
| 5.  | SC Preußen Gollnow       | 13  | 4 | 2 | 7 | 028:310 | 0,90  | 10:16  |
| 6.  | SC Daber 1925            | 12  | 3 | 0 | 9 | 009:390 | 0,23  | 06:18  |
| 7.  | SC Regenwalde 1920       | 10  | 5 | 0 | 5 | 013:180 | 0,72  | 10:10  |
| 8.  | SC Blücher Gollnow II    | 12  | 4 | 0 | 8 | 012:100 | 1,20  | 08:16  |
| 9.  | SC Treptow 1921          | 8   | 0 | 0 | 8 | 004:200 | 0,20  | 0:16   |

| (N) | Aufsteiger |

Entscheidungsspiel Platz 1:
| Datum             |             | Ergebnis |                          | Ort     |
| ----------------- | ----------- | -------- | ------------------------ | ------- |
| 17. November 1929 | PSV Treptow | 3:2      | SV Mackensen Greifenberg | Treptow |

### Kreis V Vorpommern-Rügen
| Pl. | Verein                 | Sp. | S | U | N | Tore    | Quote | Punkte |
| --- | ---------------------- | --- | - | - | - | ------- | ----- | ------ |
| 1.  | Greifswalder SC        | 12  | 8 | 2 | 2 | 027:170 | 1,59  | 18:60  |
| 2.  | Stralsunder SV 07      | 10  | 7 | 3 | 0 | 032:110 | 2,91  | 17:30  |
| 3.  | SC Preußen Greifswald  | 9   | 4 | 1 | 4 | 016:210 | 0,76  | 09:90  |
| 4.  | Saßnitzer SC           | 8   | 2 | 1 | 5 | 020:180 | 1,11  | 05:11  |
| 5.  | SV Viktoria Stralsund  | 8   | 2 | 1 | 5 | 013:200 | 0,65  | 05:11  |
| 6.  | SV Germania Stralsund  | 6   | 2 | 0 | 4 | 007:150 | 0,47  | 04:80  |
| 7.  | SC Concordia Stralsund | 7   | 2 | 0 | 5 | 012:230 | 0,52  | 04:10  |
| 8.  | VfL Anklam             | 2   | 0 | 0 | 2 | 000:200 | 0,00  | 0:40   |

Relegationsspiel
| Datum        |            | Ergebnis |          | Ort       |
| ------------ | ---------- | -------- | -------- | --------- |
| 9. März 1930 | VfL Anklam | 1:6      | VfL Binz | Stralsund |

### Endrunde um die pommersche Meisterschaft
Viertelfinale
| Datum            |                                                                | Ergebnis |                                                          | Ort           |
| ---------------- | -------------------------------------------------------------- | -------- | -------------------------------------------------------- | ------------- |
| 1. Dezember 1929 | SV Graf Schwerin Deutsch Krone (Sieger Kreis III Schneidemühl) | 1:3      | Stettiner FC Titania (Sieger Gruppe B Kreis II Stettin)  | Deutsch Krone |
| 1. Dezember 1929 | Stralsunder SV 07 (Sieger Kreis V Vorpommern-Rügen)            | 0:5      | VfB Stettin (Sieger Gruppe A Kreis II Stettin)           | Stralsund     |
| 1. Dezember 1929 | SV Preußen Köslin (Sieger Kreis I Köslin)                      | 1:3      | SC Viktoria Stargard (Zweiter Gruppe A Kreis II Stettin) | Köslin        |
| 1. Dezember 1929 | PSV Treptow (Sieger Kreis IV Gollnow)                          | 1:2      | SC Comet Stettin (Zweiter Gruppe B Kreis II Stettin)     | Treptow       |

Halbfinale
| Datum            |                      | Ergebnis |                      | Ort     |
| ---------------- | -------------------- | -------- | -------------------- | ------- |
| 8. Dezember 1929 | Stettiner FC Titania | 8:2      | SC Comet Stettin     | Stettin |
| 8. Dezember 1929 | VfB Stettin          | 4:1      | SC Viktoria Stargard | Stettin |

Finale
Das Hinspiel fand am 15. Dezember 1929 in Stettin, das Rückspiel am 22. Dezember 1929 in Stettin statt.
|             | Gesamt |                      | Hinspiel | Rückspiel |
| ----------- | ------ | -------------------- | -------- | --------- |
| VfB Stettin | 3:7    | Stettiner FC Titania | 2:3      | 1:4       |

## Endrunde um die baltische Fußballmeisterschaft
Die Endrunde um die baltische Fußballmeisterschaft wurde in der Saison 1929/30 im Rundenturnier ausgetragen. Zuvor gab es jedoch eine Ausscheidungsrunde, bei der die Vizemeister der drei Bezirke gegeneinander antraten. Am Ende setzte sich der VfB Königsberg mit fünf Siegen und einer Niederlage im Rundenturnier durch. Für Königsberg war es bereits der elfte Meistertitel. Vizemeister wurde der FC Titania Stettin in einem Entscheidungsspiel gegen den VfB Stettin. Beide Mannschaften waren zuvor im Rundenturnier punktgleich.

### Qualifikationsspiele Bezirksvizemeister
Vorrunde:
| Datum                                                           |                                              | Ergebnis |                                                     | Ort     |
| --------------------------------------------------------------- | -------------------------------------------- | -------- | --------------------------------------------------- | ------- |
| 2. Februar 1930                                                 | VfB Stettin (Vizemeister Bezirk III Pommern) | 7:1      | SV Viktoria Stolp (Vizemeister Bezirk II Grenzmark) | Stettin |
| SpVgg Memel (Vizemeister Bezirk I Ostpreußen) hatte ein Freilos |                                              |          |                                                     |         |

Finale:
| Datum            |             | Ergebnis |             | Ort        |
| ---------------- | ----------- | -------- | ----------- | ---------- |
| 16. Februar 1930 | SpVgg Memel | 1:2      | VfB Stettin | Königsberg |

### Endrunde
Kreuztabelle:
| 1930                    | VfB Königsberg | Stettiner FC Titania | VfB Stettin | SV Schutzpolizei Danzig |
| ----------------------- | -------------- | -------------------- | ----------- | ----------------------- |
| VfB Königsberg          |                | 3:0                  | 4:1         | 3:0                     |
| Stettiner FC Titania    | 3:1            |                      | 3:1         | 4:1                     |
| VfB Stettin             | 0:4            | 5:0                  |             | 7:0                     |
| SV Schutzpolizei Danzig | 1:5            | 2:1                  | 2:5         |                         |

Abschlusstabelle:
| Pl. | Verein                                                      | Sp. | S | U | N | Tore    | Quote | Punkte |
| --- | ----------------------------------------------------------- | --- | - | - | - | ------- | ----- | ------ |
| 1.  | VfB Königsberg (Sieger Bezirk I Ostpreußen)                 | 6   | 5 | 0 | 1 | 020:500 | 4,00  | 10:20  |
| 2.  | Stettiner FC Titania (Sieger Bezirk III Pommern)            | 6   | 3 | 0 | 3 | 011:130 | 0,85  | 06:60  |
| 3.  | VfB Stettin (Sieger Qualifikationsrunde Bezirksvizemeister) | 6   | 3 | 0 | 3 | 019:130 | 1,46  | 06:60  |
| 4.  | SV Schutzpolizei Danzig (Sieger Bezirk II Grenzmark)        | 6   | 1 | 0 | 5 | 006:250 | 0,24  | 02:10  |

Entscheidungsspiel um Platz 2
| Datum          |                      | Ergebnis |             | Ort     |
| -------------- | -------------------- | -------- | ----------- | ------- |
| 27. April 1930 | Stettiner FC Titania | 4:0      | VfB Stettin | Stettin |